# Gama Bomb
Gama Bomb ist eine Thrash-Metal-Band aus Newry (Nordirland), die im Jahre 2002 gegründet wurde.

## Geschichte
Die Band wurde im Jahre 2002 von Philly Byrne (Gesang), Kevin „Kevy“ Canavan (E-Gitarre), Luke Graham (E-Gitarre), Joe McGuigan (E-Bass, Gesang), Damien Boyce und Derek McParland (Schlagzeug) gegründet. Noch im selben Jahr nahmen sie mit The Survival Option ihr erstes Demo auf. Infolgedessen trat die Band bei einigen Konzerten auf und nahm im Jahre 2003 das nächste Demo The Fatal Mission auf und veröffentlichte dieses im Jahr 2004. Zu dieser Zeit verkleidete sich Philly Byrne bei den Auftritten oft als Koch, Priester, Pirat oder Wissenschaftler.
Im Jahre 2005 veröffentlichten sie mit Survival of the Fastest ihr erstes Album in Eigenproduktion. Produziert wurde das Album von Alwyn Walker. Im Folgejahr wurde das Album erneut veröffentlicht, dieses Mal bei dem Label Witches Brew.
Im Jahre 2007 veröffentlichten Gama Bomb zusammen mit Black Sister die Split-EP Zombi Brew / Unholy Driver. Die EP enthielt die neuen Lieder Zombi Brew und Frightmare on Hell St, sowie den Coversong Maniac, im Original von der Punk-Band The Dangerfields. Die EP war auf 200 Kopien limitiert und wurde über Problem? Records veröffentlicht.
Im September 2007 unterschrieb die Band einen Vertrag bei Earache Records. Das Lied Zombi Brew war auf der Kompilation Thrashing Like a Maniac von Earache Records zu hören. Weitere Künstler auf dieser Kompilation waren Evile, Municipal Waste, Short Sharp Shock und Send More Paramedics. Im April 2008 bestätigte Earache, dass das Album Citizen Brain im Juni 2008 veröffentlicht werden würde. Das Album erschien letztendlich im Juli 2008. Im Anschluss an die Veröffentlichung folgte eine Tour durch Europa. Die Band setzte sich für den Download von Musik aus dem Internet ein und forderte auf ihrer „Stamp Out Inferior Metal“-Kampagne auf der „Thrashing Like a Maniac Tour“ die Fans auf, ihre bereits gekauften CDs auf der Show zu zerstören. Im Januar 2009 wurde die Band von den Lesern des Terrorizer als bester Newcomer gewählt. Zudem ging die Band erneut auf Tour durch Europa, zusammen mit Bands wie Exodus und Overkill. Im August 2009 vermeldete die Band auf ihrer Myspace-Seite, dass sie im September zurück ins Studio gehen würde, um das neue Album für November 2009 aufzunehmen. Das Album Tales from the Grave in Space wurde von Scott Atkins produziert, der auch schon das Vorgängeralbum produziert hatte.

## Stil
Stilistisch orientiert sich die Band am 1980er-Thrash-Metal. Vergleichbar ist Gama Bomb mit anderen Bands des Genres wie Nuclear Assault, Kreator, Agent Steel, Sodom, Slayer und Megadeth. Inspiriert sind die Lieder von Gama Bomb meist von Horror-, Action- und Science-Fiction-Filmen, Zeichentrickfilmen sowie Computerspielen der 1980er Jahre. Inhaltlich widmen sie sich klassischen Thrash-Metal-Themen wie der globalen Erwärmung oder Rassismus, Kannibalismus, Krieg, Zombies, Menschenopfern, Geistern und Mord. Die Lieder sind oft durch eine eigene Art von Humor geprägt.

## Diskografie
Studioalben
- 2005: Survival of the Fastest (Eigenproduktion, 2006 bei Witches Brew)
- 2008: Citizen Brain (Earache Records)
- 2009: Tales from the Grave in Space (Earache Records)
- 2013: The Terror Tapes (AFM Records)
- 2015: Untouchable Glory (AFM Records)
- 2018: Speed Between the Lines (AFM Records)
- 2020: Sea Savage (Prosthetic Records)
- 2023: Bats (Prosthetic Records)

Sonstige
- 2002: The Survival Option (Demo, Eigenveröffentlichung)
- 2004: The Fatal Mission (Demo, Eigenveröffentlichung)
- 2007: Zombi Brew / Unholy Driver (Split-EP, Problem ? Records)
- 2007: Thrashing Like a Maniac (Kompilation, Earache Records)
- 2010: Half Cut (EP, Earache Records)